# Doug Houda
Douglas Harold Houda (* 3. června 1966, Blairmore, Kanada) je bývalý kanadský hokejový obránce.
Draftován byl v roce 1984 týmem Detroit Red Wings ve druhém kole. V NHL odehrál za Detroit Red Wings, Hartford Whalers, Los Angeles Kings, Buffalo Sabres, New York Islanders a Mighty Ducks of Anaheim celkem 561 zápasů v základní části a 18 v play-off. V základní části vstřelil 19 gólů a zaznamenal 63 asistencí. V play-off zaznamenal 3 asistence. S týmem Rochester Americans se roce 1996 stal vítězem Calder Cupu. Od roku 2006 působí jako asistent trenéra u týmu NHL Boston Bruins.